# Werkhovense Autobus Onderneming
De Werkhovense Autobus Onderneming (afkorting: WABO), gevestigd te Werkhoven, vanaf 1936 Wijk bij Duurstede, was van 1930 tot 1981 een openbaarvervoeronderneming die een busdienst onderhield tussen Utrecht en Wijk bij Duurstede.
Het bedrijf werd in 1930 opgericht door een aantal inwoners van Werkhoven en nam de bestaande vervoersdiensten van een vorige onderneming over. In 1936 werd het bedrijf Blom overgenomen, dat een lijn onderhield tussen Wijk bij Duurstede, Doorn en Amersfoort. Op die verbinding reed tot 1929 een stoomtramlijn. In 1939 werd deze buslijn ingekort tot Doorn. De rest van de verbinding tot Amersfoort werd door de NBM gereden.
Van 1948 tot 1968 was de WABO aangesloten bij de Stichting Coördinatie Autovervoer Personen (CAP), die ten doel had de krachten van kleine particuliere busondernemingen in de provincies Zuid-Holland en Utrecht te bundelen. In de jaren zeventig verslechterde de positie van het bedrijf door een gestage daling van het aantal reizigers, veroorzaakt door de toename van het autobezit. In september 1981 werd de WABO overgenomen door Centraal Nederland.

## Lijnennet
- Wijk bij Duurstede - Cothen - Werkhoven - Odijk - Bunnik - Utrecht (uurdienst, spits halfuursdienst)
- Wijk bij Duurstede - Cothen - Neerlangbroek - Doorn (onregelmatig)
- Wijk bij Duurstede - Overlangbroek - Neerlangbroek - Doorn (onregelmatig)